# David Grennan
| 215016 Catherinegriffin | 21 ottobre 2008 |

David Grennan (...) è un astronomo amatoriale irlandese di professione informatico.
Il Minor Planet Center gli accredita le scoperte di due asteroidi, effettuate tra il 2008 e il 2009.
Con la scoperta di SN 2010ik nella galassia UGC 112 è divenuto il primo irlandese a scoprire una supernova.